# Залесский, Василий Герасимович
Васи́лий Гера́симович (Гаври́лович) Зале́сский (1847 — январь 1923) — русский и советский архитектор, инженер и преподаватель. Специалист по строительному делу, отоплению и вентиляции.

## Биография
Родился в 1847 году. Дворянин, его род принадлежал к духовенству и был известен на Смоленщине с XVIII века.
В 1862 году поступил в Петербургское строительное училище, которое окончил в 1867 году со званием гражданского инженера. Был зачислен в Техническо-строительный комитет МВД и с 1867 года направлен на изыскательские работы для Тамбово-Саратовской железной дороги, а затем (с 1868 года) — на строительство Московско-Смоленской железной дороги. В 1871 году был удостоен звания инженера-архитектора. В 1876 году поступил на службу в Строительное отделение Московского Городского Правления сверхштатным техником, приняв заведование Пятницкой, Серпуховской и Якиманской частями Москвы. В 1878 году В. Г. Залесский получил чин коллежского асессора и был переведён на должность члена Строительного совета при Московской городской управе, с которой был уволен в 1891 году в связи с нарушением Верхними торговыми рядами красной линии Красной площади. В 1883—1906 годах служил сначала преподавателем, затем адъюнкт-профессором Императорского Московского технического училища (ИМТУ). Член-корреспондент Петербургского общества архитекторов, член Московского архитектурного общества с 1875 года. Инициатор создания и многолетний председатель Московского отделения Общества гражданских инженеров. Автор статей по технике строительного дела.
В 1895 году вместе с коллегой по ИМТУ инженером-теплотехником В. М. Чаплиным Залесский организовал торговый дом «В. Залесский и В. Чаплин». Будучи компаньонами, в 1902 году Залесский и Чаплин построили собственный дом на Большой Дмитровке, 16, в котором их семьи имели по отдельному этажу и где располагались помещения их технической конторы. В конторе Залесского и Чаплина в ранние годы работали будущий известный советский архитектор К. С. Мельников и создатель первого отечественного планетария М. В. Чистозвонов.
Среди реализованных проектов торгового дома «В. Залесский и В. Чаплин» — системы отопления и вентиляции почти 1500 зданий в десятках городах Российской Империи: Музей изящных искусств имени императора Александра III, Румянцевский музей, Политехнический музей, Аудиторный корпус Московского университета, Императорское Московское техническое училище, Московское училище живописи, ваяния и зодчества, Александровское военное училище, Брестский (Белорусский) вокзал, автозавод А. М. О., Сандуновские бани, гостиница Метрополь, ресторан Эрмитаж, здание страхового общества «Россия», глазная больница им. Алексеевых, странноприимный дом Шереметева, храм Василия Блаженного, склеп великого князя Сергея Александровича в Чудовом монастыре, Перервинский монастырь, Заиконоспасский монастырь, храм Марфо-Мариинской обители — все в Москве; храм-усыпальница Юсуповых в Архангельском, Петербургская городская детская больница, Путиловский завод, Архангельские городские ряды, Нижегородский городской театр, Киевский коммерческий институт, царский дворец в Ливадии, Иркутский завод «Треугольник», детская больница в Баку, фабрика Столыпина в Пензе, храм Казанской Божией матери в Риге, электрическая станция в Рязани, Тамбовский пороховой завод, Волжско-Камский банк в Самаре, Калужское Епархиальное училище, Харьковский университет и многие другие.
В 1920-е годы служил профессором МВТУ. Жил в Москве на Малой Дмитровке, 15; Большой Дмитровке, 16; Петровке, 19; в Воротниковском переулке, 2. Судьба В. Г. Залесского после 1923 года неизвестна.
В конце XIX века В. Г. Залесский приобрёл в Дорогобужском уезде Смоленской губернии небольшое имение в 127 десятин с сельцом Шишкиным на берегу речки Вопец. Ныне Шишкино является северной окраиной города Сафонова. Имение было куплено Залесским для отдыха, в качестве дачи. Несмотря на это, он не оставался в стороне от местных нужд. По просьбе председателя Дорогобужского уездного собрания князя В. М. Урусова Залесский бесплатно составил планы и сметы для строительства земских начальных школ с одной и двумя классными комнатами. В двух верстах от Шишкина в деревне Алёшино дорогобужское земство стало создавать большую больницу и в 1909 году Залесский принял на себя обязательства быть попечителем этой больницы, а в 1911 году предложил оборудовать в ней центральное отопление за свой счёт. По воспоминаниям родственников В. М. Чаплина считалось, что в начале 1920-х годов В. Г. Залесский уехал из Москвы в своё бывшее имение в Дорогобужском уезде.
Скончался в Дорогобуже в январе 1923 года.

## Постройки
- Городская усадьба Головиных (1877, Москва, Потаповский переулок, 8);
- Замок-особняк принадлежал директору-распорядителю товарищества Прохоровской трехгорной мануфактуры (1884, Москва, Большой Трёхгорный переулок № 1/26, стр. 2)
- Городские прачечные (1885, Москва, Нижняя Краснохолмская улица, 5), снесена в 1990-е годы;
- Ансамбль зданий ситценабивной фабрики Э. Цинделя (1886—1891, Москва, Дербеневская набережная, 7, 11)[7];
- Пристройка к дому С. П. фон Дервиза (Л. К. Зубалова) (1889, Москва, Садовая-Черногрязская улица, 6, правая часть);
- Фабричные здания Товарищества Гюбнера (1880-е, Москва, Большой Саввинский переулок, 12);
- Главный дом усадьбы П. И. Харитоненко (1891—1893, Москва, Софийская набережная, 14/12 — Болотная площадь, д.12/14, стр.1, 2, 3, 4,), интерьеры — совместно с архитектором Ф. О. Шехтелем и художником Ф. Фламенгом;
- Доходный дом В. Г. Залесского и В. М. Чаплина (1902, Москва, Большая Дмитровка, 16), снесён в 2004 году;
- Производственные корпуса Товарищества Шелковой Мануфактуры Мусси (конец XIX века, Электрозаводская улица, 27)[7];
- Храм Святого князя Владимира Равноапостольного (1906, Смоленская область, Сафоново), разрушен, восстановлен в 1991 году[8].

## Семья
Брат — Залесский, Евгений Герасимович (1848—1913), занимался сельским хозяйством в селе Ивановское, Смоленская губерния.